# Tilga-Bangré
Pour les articles homonymes, voir Tilga.
Ne doit pas être confondu avec Tilga (Tougouri) ou Bangré.
Tilga-Bangré est une localité située dans le département de Tougouri de la province du Namentenga dans la région Centre-Nord au Burkina Faso. 

## Éducation et santé
Le centre de soins le plus proche de Tilga-Bangré est le centre de santé et de promotion sociale (CSPS) de Tilga tandis que le centre médical avec antenne chirurgicale (CMA) se trouve dans la province voisine à Kaya.